# PSR B1257+12 e
PSR B1257+12 e (anciennement PSR B1257+12 D) est une exoplanète à l'existence non encore confirmée située à 2 315 années-lumière (710 pc) de la Terre dans la constellation de la Vierge. Elle orbiterait en 3,5 ans environ à 2,6 UA autour de PSR B1257+12, un pulsar milliseconde ; il s'agirait donc d'une planète de pulsar, située en bordure extérieure de ce système planétaire :
| Planète                             | Masse (M⊕)    | Demi-grand axe (UA) | Période orbitale (d) | Excentricité    |
| ----------------------------------- | ------------- | ------------------- | -------------------- | --------------- |
|                                     |               |                     |                      |                 |
| PSR B1257+12 b                      | 0,020 ± 0,002 | 0,19                | 25,262 ± 0,003       | 0,00            |
| PSR B1257+12 c                      | 4,3 ± 0,2     | 0,36                | 66,5419 ± 0,0001     | 0,0186 ± 0,0002 |
| PSR B1257+12 d                      | 3,9 ± 0,2     | 0,46                | 98,2114 ± 0,0002     | 0,0252 ± 0,0002 |
| PSR B1257+12 e                      | 4 × 10-4      | 2,6                 | 1 250                | ?               |
|                                     |               |                     |                      |                 |
| Système planétaire de PSR B1257+12. |               |                     |                      |                 |

Les données relatives à cet astre sont très incertaines. Selon les dernières mesures, il s'agirait d'un corps ayant une masse d'environ un cinquième de celle de Pluton, alors qu'une analyse de 1996 avait au contraire suspecté la présence d'une planète géante de la taille de Saturne orbitant à 40 UA du pulsar, données aujourd'hui invalidées.
Plus précisément, il pourrait s'agir d'une comète ayant un noyau long d'un millier de kilomètres tout au plus, dont la queue serait à l'origine de certains signaux radio détectés en provenance de ce pulsar.